# Albert Hagenaars
Albert Hagenaars (Bergen op Zoom, 7 april 1955) is een Nederlandse dichter en auteur. De belangrijkste thema's in zijn boeken zijn reizen, interculturele relaties, vervreemding en identiteit.

## Loopbaan
Hagenaars' werk verscheen in onder meer de tijdschriften Maatstaf, De Tweede Ronde, Raster en Deus ex Machina, en in bloemlezingen als Album van de Caraïbische Poëzie en de 'Dikke Komrij'.
Hij schreef jarenlang literaire recensies voor de Haagsche Courant en van 1982 tot heden voor NBD Biblion over poëzie, beeldende kunst en reisboeken.